# التغذية الوقائية

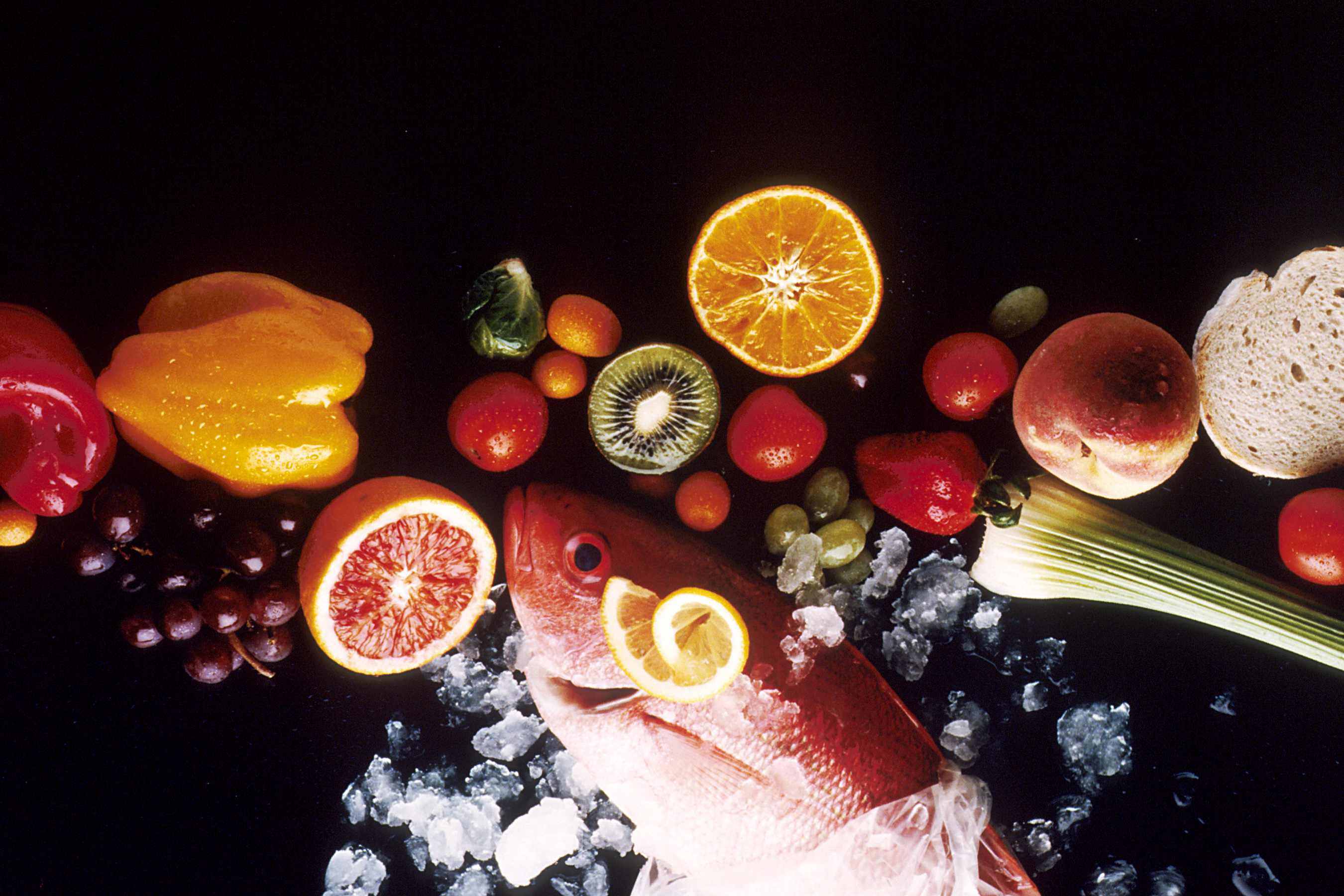

التغذية الوقائية هي أحد فروع علم التغذية، الذي يهدف إلي الوقاية والتقليل من تأثير المرض والمضاعفات التابعة له. فالتغذية الوقائية تهتم بالحفاظ على الصحة الشخصية، والوقاية من الأمراض، وتشخيص المشكلات الصحية التي تحدث بصفة متكررة أو أعراض القلق وعدم الارتياح والتي تكون في كثير من الأحيان تحذيرًا لاحتمالية حدوث مشاكل الصحية.